# Mirna Peč
Mirna Peč est une commune du sud-est de la Slovénie située dans la région de la Basse-Carniole.

## Géographie

### Villages
Les villages qui composent la ville sont Biška vas, Čemše, Dolenja vas pri Mirni Peči, Dolenji Globodol, Dolenji Podboršt, Globočdol, Golobinjek, Gorenji Globodol, Gorenji Podboršt, Goriška vas, Grč Vrh, Hmeljčič, Hrastje pri Mirni Peči, Jablan, Jelše, Jordankal, Malenska vas, Mali Kal, Mali Vrh, Mirna Peč, Orkljevec, Poljane pri Mirni Peči, Selo pri Zagorici, Srednji Globodol, Šentjurij na Dolenjskem, Veliki Kal, Vrhovo pri Mirni Peči et Vrhpeč.

## Démographie
Entre 1999 et 2021, la population de la commune de Mirna Peč a légèrement augmenté pour atteindre près de 3 000 habitants,.
Évolution démographique
| 1999  | 2000  | 2001  | 2002  | 2003  | 2004  | 2005  | 2006  | 2007  |
| ----- | ----- | ----- | ----- | ----- | ----- | ----- | ----- | ----- |
| 2 699 | 2 692 | 2 733 | 2 756 | 2 743 | 2 749 | 2 779 | 2 779 | 2 792 |
| 2008  | 2009  | 2010  | 2011  | 2012  | 2013  | 2014  | 2015  | 2016  |
| 2 827 | 2 779 | 2 785 | 2 807 | 2 835 | 2 846 | 2 882 | 2 873 | 2 911 |
| 2017  | 2018  | 2019  | 2020  | 2021  |       |       |       |       |
| 2 933 | 2 962 | 2 974 | 2 988 | 3 034 |       |       |       |       |

## Personnalités locales
- Ludvik Bartelj, prêtre, philosophe;
- Ivan Prijatelj, historien.